# Championnats du monde par équipes de patinage artistique 2019
Navigation
Mondiaux par équipes 2017 Mondiaux par équipes 2021
Les sixièmes championnats du monde par équipes de patinage artistique ont lieu du 11 au 14 avril 2019 au Marine Messe de Fukuoka au Japon.
Les six pays ayant eu les meilleurs résultats au cours de la saison 2018/2019 sont qualifiés pour ces championnats: le Canada, les États-Unis, la France, l'Italie, le Japon et la Russie. Chaque pays choisit deux patineurs individuels, deux patineuses individuelles, un couple artistique et un couple de danse sur glace.
À partir de cette saison 2018/2019, la danse rythmique remplace la danse courte en danse sur glace.

## Palmarès final
| Rang | Médailles | Pays       | Points de l'équipe |
| ---- | --------- | ---------- | ------------------ |
| 1    | Or        | États-Unis | 117                |
| 2    | Argent    | Japon      | 104                |
| 3    | Bronze    | Russie     | 102                |
| 4    |           | France     | 75                 |
| 5    |           | Canada     | 73                 |
| 6    |           | Italie     | 69                 |

## Patineurs
| Pays       | Messieurs                        | Dames                                   | Couples                                 | Danse sur glace                         |
| ---------- | -------------------------------- | --------------------------------------- | --------------------------------------- | --------------------------------------- |
| Canada     | Keegan Messing Nam Nguyen        | Alaine Chartrand Gabrielle Daleman      | Kirsten Moore-Towers / Michael Marinaro | Kaitlyn Weaver / Andrew Poje            |
| États-Unis | Nathan Chen Vincent Zhou         | Mariah Bell Bradie Tennell              | Ashley Cain / Timothy LeDuc             | Madison Hubbell / Zachary Donohue       |
| France     | Kevin Aymoz Adam Siao Him Fa     | Laurine Lecavelier Maé-Bérénice Méité   | Vanessa James / Morgan Ciprès           | Gabriella Papadakis / Guillaume Cizeron |
| Italie     | Daniel Grassl Matteo Rizzo       | Marina Piredda Roberta Rodeghiero       | Nicole Della Monica / Matteo Guarise    | Charlène Guignard / Marco Fabbri        |
| Japon      | Keiji Tanaka Shoma Uno           | Rika Kihira Kaori Sakamoto              | Riku Miura / Shoya Ichihashi            | Misato Komatsubara / Tim Koleto         |
| Russie     | Andrei Lazukin Aleksandr Samarin | Sofia Samodurova Elizaveta Tuktamysheva | Natalia Zabiiako / Aleksandr Enbert     | Victoria Sinitsina / Nikita Katsalapov  |

## Résultats par épreuves

### Messieurs
| Rang | Nom               | Pays       | Points | Programme court | Programme court | Points pour l'équipe | Programme libre | Programme libre | Points pour l'équipe |
| ---- | ----------------- | ---------- | ------ | --------------- | --------------- | -------------------- | --------------- | --------------- | -------------------- |
| 1    | Nathan Chen       | États-Unis | 301.44 | 1               | 101.95          | 12                   | 1               | 199.49          | 12                   |
| 2    | Vincent Zhou      | États-Unis | 299.01 | 2               | 100.51          | 11                   | 2               | 198.50          | 11                   |
| 3    | Shoma Uno         | Japon      | 282.24 | 3               | 92.78           | 10                   | 3               | 189.46          | 10                   |
| 4    | Matteo Rizzo      | Italie     | 260.53 | 6               | 87.64           | 7                    | 5               | 172.89          | 8                    |
| 5    | Keiji Tanaka      | Japon      | 258.84 | 4               | 89.05           | 9                    | 6               | 169.79          | 7                    |
| 6    | Keegan Messing    | Canada     | 257.79 | 9               | 79.75           | 4                    | 4               | 178.04          | 9                    |
| 7    | Nam Nguyen        | Canada     | 251.97 | 7               | 87.57           | 6                    | 7               | 164.40          | 6                    |
| 8    | Andrei Lazukin    | Russie     | 249.33 | 5               | 88.96           | 8                    | 8               | 160.37          | 5                    |
| 9    | Kevin Aymoz       | France     | 239.05 | 8               | 85.22           | 5                    | 10              | 153.83          | 3                    |
| 10   | Aleksandr Samarin | Russie     | 230.37 | 12              | 71.84           | 1                    | 9               | 158.53          | 4                    |
| 11   | Daniel Grassl     | Italie     | 228.36 | 10              | 79.68           | 3                    | 11              | 148.68          | 2                    |
| 12   | Adam Siao Him Fa  | France     | 204.67 | 11              | 72.56           | 2                    | 12              | 132.11          | 1                    |

### Dames
| Rang | Nom                    | Pays       | Points | Programme court | Programme court | Points pour l'équipe | Programme libre | Programme libre | Points pour l'équipe |
| ---- | ---------------------- | ---------- | ------ | --------------- | --------------- | -------------------- | --------------- | --------------- | -------------------- |
| 1    | Elizaveta Tuktamysheva | Russie     | 234.43 | 2               | 80.54           | 11                   | 1               | 153.89          | 12                   |
| 2    | Bradie Tennell         | États-Unis | 225.64 | 4               | 74.81           | 9                    | 2               | 150.83          | 11                   |
| 3    | Kaori Sakamoto         | Japon      | 223.65 | 3               | 76.95           | 10                   | 3               | 146.70          | 10                   |
| 4    | Rika Kihira            | Japon      | 222.34 | 1               | 83.97           | 12                   | 5               | 138.37          | 8                    |
| 5    | Sofia Samodurova       | Russie     | 207.45 | 6               | 68.61           | 7                    | 4               | 138.84          | 9                    |
| 6    | Mariah Bell            | États-Unis | 206.06 | 5               | 70.89           | 8                    | 6               | 135.17          | 7                    |
| 7    | Marina Piredda         | Italie     | 180.55 | 9               | 60.33           | 4                    | 7               | 120.22          | 6                    |
| 8    | Maé-Bérénice Méité     | France     | 173.67 | 10              | 59.45           | 3                    | 8               | 114.22          | 5                    |
| 9    | Gabrielle Daleman      | Canada     | 171.81 | 7               | 64.33           | 6                    | 10              | 107.48          | 3                    |
| 10   | Laurine Lecavelier     | France     | 170.24 | 8               | 62.53           | 5                    | 9               | 107.71          | 4                    |
| 11   | Roberta Rodeghiero     | Italie     | 155.09 | 12              | 48.45           | 1                    | 11              | 106.64          | 2                    |
| 12   | Alaine Chartrand       | Canada     | 147.27 | 11              | 52.36           | 2                    | 12              | 94.91           | 1                    |

### Couples
| Rang | Nom                                     | Pays       | Points | Programme court | Programme court | Points pour l'équipe | Programme libre | Programme libre | Points pour l'équipe |
| ---- | --------------------------------------- | ---------- | ------ | --------------- | --------------- | -------------------- | --------------- | --------------- | -------------------- |
| 1    | Vanessa James / Morgan Ciprès           | France     | 226.00 | 2               | 73.48           | 11                   | 1               | 152.52          | 12                   |
| 2    | Natalia Zabiiako / Aleksandr Enbert     | Russie     | 217.12 | 1               | 75.80           | 12                   | 2               | 141.32          | 11                   |
| 3    | Nicole Della Monica / Matteo Guarise    | Italie     | 200.62 | 3               | 69.77           | 10                   | 4               | 130.85          | 9                    |
| 4    | Kirsten Moore-Towers / Michael Marinaro | Canada     | 200.22 | 4               | 68.38           | 9                    | 3               | 131.84          | 10                   |
| 5    | Ashley Cain / Timothy LeDuc             | États-Unis | 192.15 | 5               | 66.91           | 8                    | 5               | 125.24          | 8                    |
| 6    | Riku Miura / Shoya Ichihashi            | Japon      | 137.91 | 6               | 44.93           | 7                    | 6               | 92.98           | 7                    |

### Danse sur glace
| Rang | Nom                                     | Pays       | Points | Danse rythmique | Danse rythmique | Points pour l'équipe | Danse libre | Danse libre | Points pour l'équipe |
| ---- | --------------------------------------- | ---------- | ------ | --------------- | --------------- | -------------------- | ----------- | ----------- | -------------------- |
| 1    | Gabriella Papadakis / Guillaume Cizeron | France     | 223.13 | 1               | 87.31           | 12                   | 1           | 135.82      | 12                   |
| 2    | Victoria Sinitsina / Nikita Katsalapov  | Russie     | 215.20 | 2               | 84.57           | 11                   | 2           | 130.63      | 11                   |
| 3    | Madison Hubbell / Zachary Donohue       | États-Unis | 209.97 | 3               | 82.86           | 10                   | 3           | 127.11      | 10                   |
| 4    | Kaitlyn Weaver / Andrew Poje            | Canada     | 203.78 | 5               | 79.60           | 8                    | 4           | 124.18      | 9                    |
| 5    | Charlène Guignard / Marco Fabbri        | Italie     | 202.54 | 4               | 80.25           | 9                    | 5           | 122.29      | 8                    |
| 6    | Misato Komatsubara / Tim Koleto         | Japon      | 160.24 | 6               | 60.93           | 7                    | 6           | 99.31       | 7                    |